# Christine Ahn
Christine Ahn es una activista por la paz y escritora surcoreana y estadounidense, fundadora de Women Cross DMZ, un movimiento mundial de mujeres que aboga por el fin del conflicto entre Corea del Norte y Corea del Sur, y cofundadora del Korea Policy Institute (KPI).

## Trayectoria
Ahn nació en Corea del Sur y emigró a los Estados Unidos cuando tenía 3 años. Es la menor de diez hermanos, siendo nueve mujeres, y se dio cuenta del papel de la mujer en la sociedad con su madre, que, a pesar de su falta de educación y de haber pasado por una guerra y una dictadura, mantenía a su familia y la mantenía unida.
Tiene un Master en Política internacional de la Universidad de Georgetown y un título en Horticultura Ecológica de la Universidad de California, y recibió una beca de investigación de la Universidad de Míchigan para estudiar los esfuerzos de las mujeres de Corea del Norte y del Sur que luchan por construir la paz en la zona desmilitarizada de Corea (DMZ).
En 2005, Ahn fue una de las fundadoras del Korea Policy Institute (KPI), un instituto educativo-académico creado por los coreano-estadounidenses. Casi una década después, en 2014, se convirtió también una de las fundadoras del Women Cross DMZ, un movimiento mundial de mujeres que aboga por el fin del conflicto entre Corea del Norte y Corea del Sur, por la reunificación familiar y para asegurar el liderazgo de las mujeres en la construcción de la paz.

### Women Cross DMZ
El 24 de mayo de 2015, un grupo de 30 mujeres activistas por la paz, entre ellas la periodista feminista Gloria Steinem y dos ganadoras del Premio Nobel de la Paz, Mairead Maguire, de Irlanda del Norte, y Leymah Gbowee, de Liberia, cruzaron la zona desmilitarizada marchando de Corea del Norte a Corea del Sur para exigir un tratado que pusiera fin formalmente al conflicto coreano y reunificara a la península.
Dos años después, en 2017, Ahn, que era la coordinadora internacional de la campaña de Women Cross DMZ, no pudo entrar en Corea del Sur. Según el Ministerio de Justicia de Corea del Sur, su presencia podría perjudicar los intereses nacionales y la seguridad pública. En una entrevista con el periódico The New York Times, Ahn declaró que sospechaba que había sido incluida en una lista negra en Corea del Sur por la entonces presidenta Park Geun-hye debido a su participación en la organización de la campaña.

## Reconocimientos
OMB Watch ha incluido a Ahn en su Junta de Mérito como una estrella en ascenso de interés público y tanto la Fundación Agape como la Fundación Wallace Alexander Gerbode la han reconocido por su activismo por la paz.